# Explosión de Halifax
La Explosión de Halifax es como se denomina al desastre ocurrido en la mañana del 6 de diciembre de 1917 en el puerto de Halifax, Nueva Escocia, Canadá, provocado por la colisión entre el buque de carga francés SS Mont-Blanc (cargado de explosivos de guerra) y el barco de vapor noruego SS Imo. El accidente causó la muerte de alrededor de 2000 personas, 9000 quedaron heridas y provocó daños en toda la ciudad. La explosión fue la mayor provocada por el hombre en la historia hasta ese momento.

## Desastre

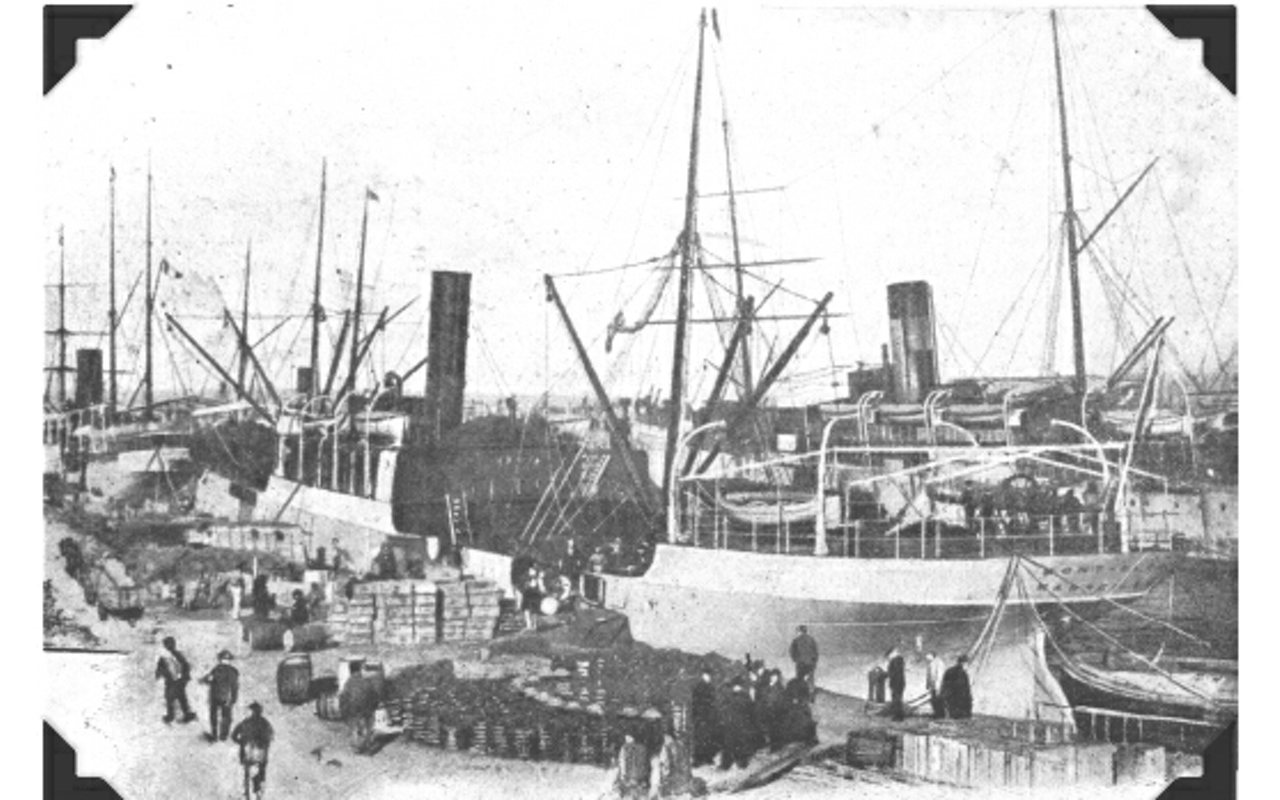
El carguero SS Mont Blanc en 1899.

El 6 de diciembre de 1917 alrededor de las 07:30 a. m., el buque carguero francés SS Mont-Blanc dejó su lugar de anclaje fuera de la bocana del puerto de Halifax para unirse a un convoy que se estaba formando en otro puerto cercano en la bahía Bedford Basin, donde se formaba a todos los convoyes antes de salir rumbo a Europa. Estaba cargado con 2300 toneladas de ácido pícrico, 200 de trinitrotolueno (TNT), 10 de algodón pólvora y 35 de benceno, es decir, una carga formada por explosivos, sustancias altamente inflamables y sustancias comburentes.El barco llevaba parte de la carga estibada en cubierta.
Al mismo tiempo, el barco de vapor noruego SS Imo salía de Bedford Basin con destino a Nueva York para cargar alimentos hacia Bélgica. Aunque se le había dado autorización para salir el día 5 de diciembre, su salida se retrasó hasta bien entrada la tarde debido a que su carga de carbón no llegó a tiempo. Estaba previsto que este viajara solo, ya que era capaz de alcanzar mayor velocidad, siendo forzado a trasladarse a un extremo del canal, probablemente por ir demasiado rápido. Allí tomó  contacto visual con el buque francés a ¾ de milla (unos 1350 metros aproximadamente).

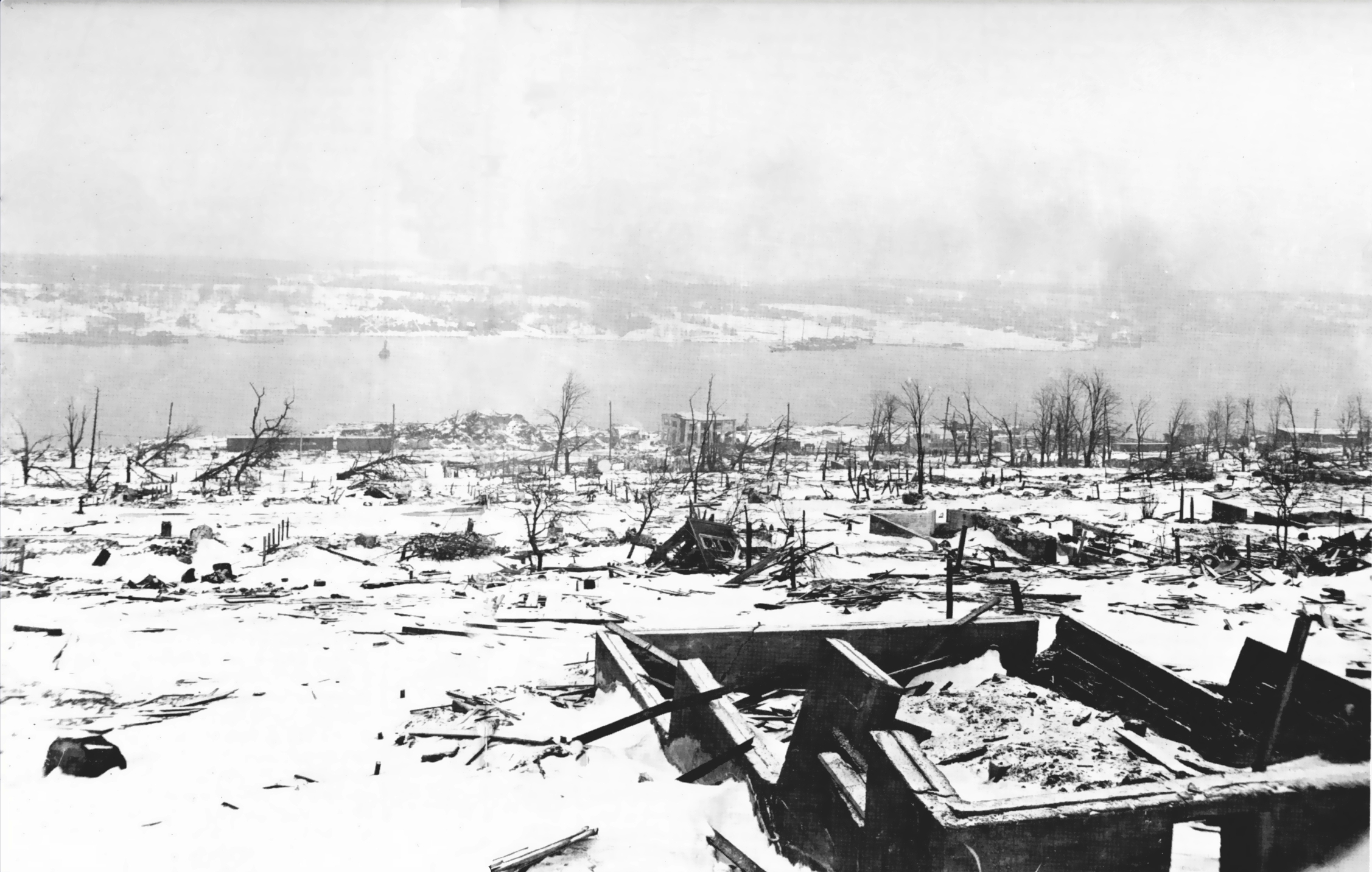
Devastación en Halifax dos días después de la explosión. El SS Imo es visible al otro lado del estrecho.

El vapor Imo recibió autorización para salir del puerto a las 7:30 a. m. del 6 de diciembre con el piloto William Hayes a bordo, el barco entró en Narrows por encima del límite de velocidad del puerto probablemente para compensar el retraso experimentado por la carga de carbón, encontrándose con el vapor estadounidense SS Clara que estaba siendo pilotado por el lado equivocado del puerto, lo que le obligó a acercarse más a la costa.    

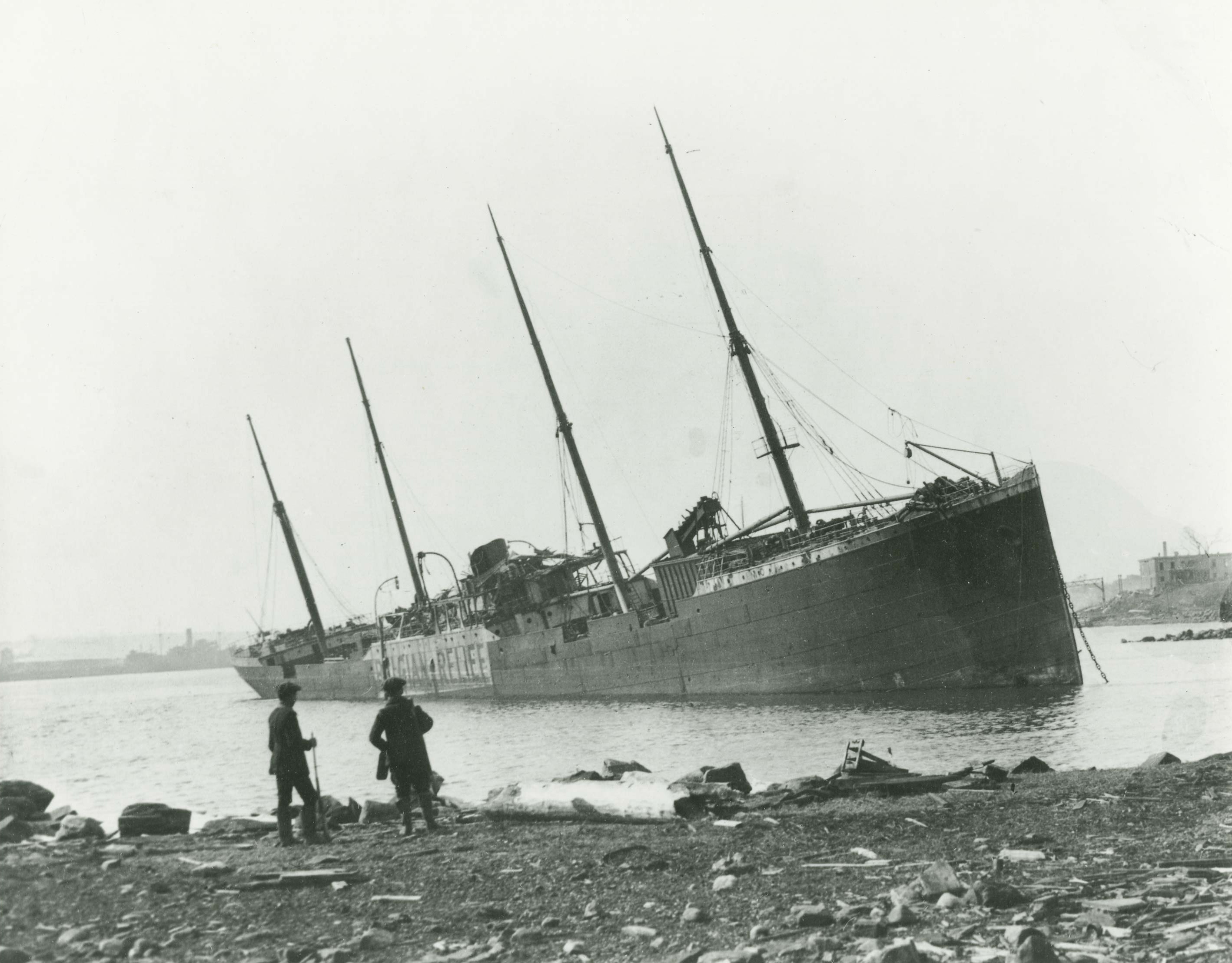
El barco noruego SS Imo, encalló en el lado de Dartmouth del puerto después de la explosión.

En el otro barco implicado en el desastre, el  Mont Blanc, el piloto Francis Mackei había preguntado por la posibilidad de aplicar protecciones especiales, dada la carga que transportaba, pero no recibió o no se implementó ninguna. El Mont Blanc fue el segundo barco en moverse a las 07:30 a. m. dirigiéndose hacia Bedford Basin. No perdiendo de vista el tráfico, divisó al Imo por primera vez a 1.21 km e hizo sonar el silbato para dar señal de que su barco tenía preferencia de paso, encontrándose como respuesta con dos pitidos cortos del Imo, indicándole de que no cedía su posición. Puesto que el buque noruego estaba en un curso de intercepción, el capitán del Mont-Blanc llevó su embarcación hacia la costa de Dartmouth, reduciendo su velocidad al mínimo, ordenando, minutos después parar las máquinas, en espera de ver qué maniobra realizaba el Imo. Alrededor de las 8:40 a. m., al no dar paso el Imo, el Mont-Blanc trató de cambiar su rumbo para que ambos buques se cruzaran por su estribor, pero fue demasiado tarde para esa maniobra y la proa del barco noruego se empotró contra el buque carguero abriéndole una importante vía de agua en estribor de dimensiones considerables. Aunque en principio el daño estructural no fue severo, debido  a la colisión parte del benceno derramó y comenzó a arder. Conscientes del peligro y sin tener aparatos antiincendios a bordo, el capitán ordenó abandonar el barco temiendo que explotase de inmediato. En las proximidades, un número creciente de ciudadanos de Halifax, atraídos por el accidente, comenzaron a reunirse para presencia el transcurrir de los hechos, a la vez que los bomberos empezaban a llegar, junto con otros barcos que acudían a prestar ayuda, ignorando las advertencias de los tripulantes del Mont Blanc de que su barco podía explotar en cualquier momento.

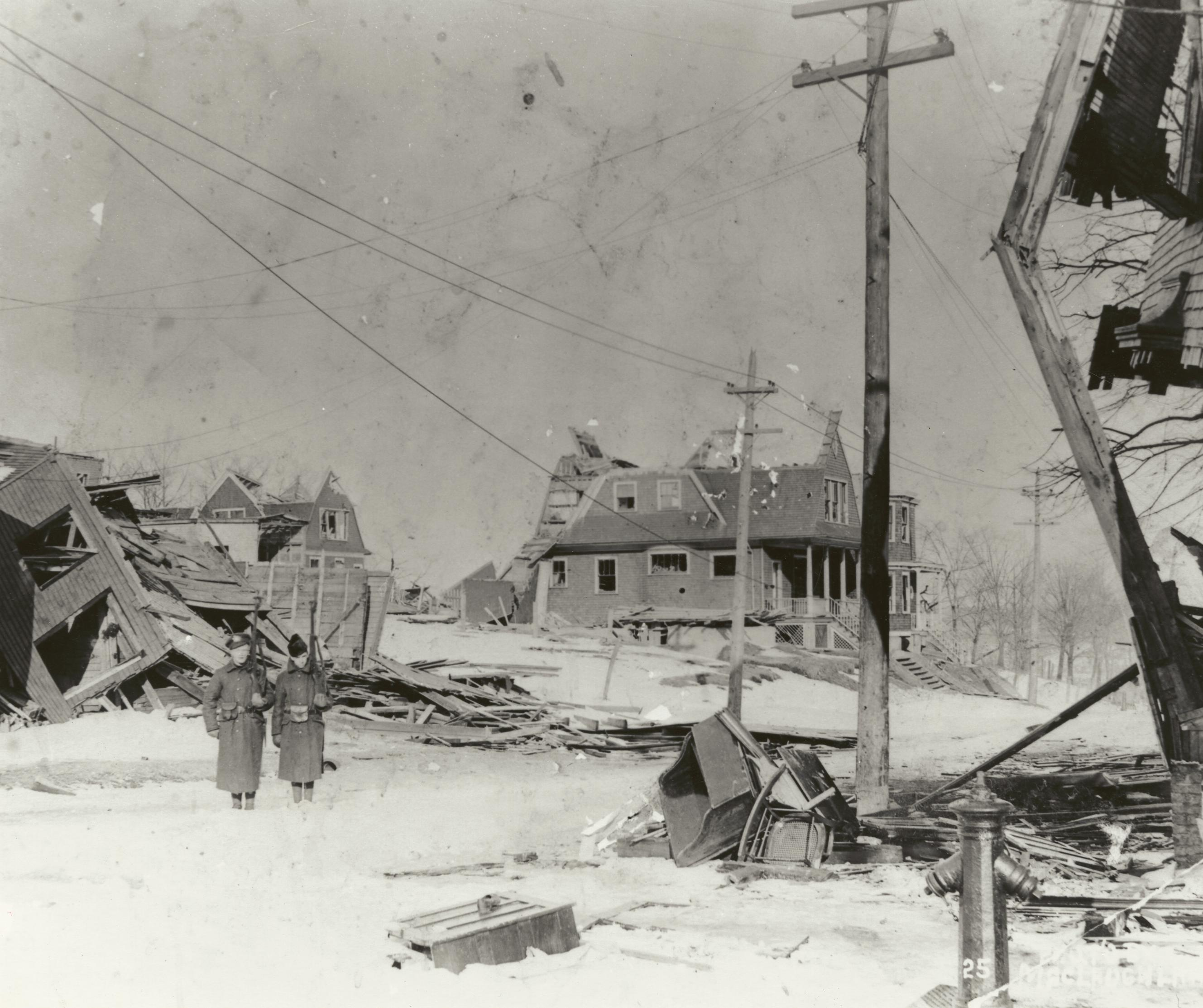
Edificios destruidos por la explosión.

A las 09:04:35 a. m. el fuego ya estaba fuera de control en el Mont Blanc, afectando a su cargamento de explosivos de alta potencia, produciéndose la inevitable explosión, lo que provocó una potente onda expansiva que alcanzó una velocidad estimada en más de 1000m/s y temperaturas en el foco de la explosión de 5000 grados. La presión generada por la onda expansiva alcanzó varios de miles de atmósferas, destrozando todas las instalaciones portuarias y edificios próximos, generando una enorme ola cuando el agua llenó el vacío. En consecuencia, un área de 1.6 km² quedó completamente arrasada por la explosión y más de 1600 personas murieron al instante. Algunos fragmentos del buque siniestrado se encontraron a 5.6 km de distancia.
Los primeros grupos de rescate organizados provinieron de los barcos militares de la Royal Navy anclados cerca, los cruceros mercantes armados HMS Highflyer, el HMS Chamginola, HMS Knight Templar y HMS Calgarian enviaron botes a tierra con grupos de rescate y personal médico y pronto comenzaron a llevar heridos a bordo. A ellos se les sumaron otros buques, El USS Tacoma llegó a la zona junto con el USS Von Steuben, llamándose a todas las guarniciones del puerto para ayudar.
En la investigación posterior, la culpa recayó sobre el Imo aunque también el Mont Blanc era igualmente culpable de esos mismos errores aunque nadie fue procesado o condenado por ello.

## Galería

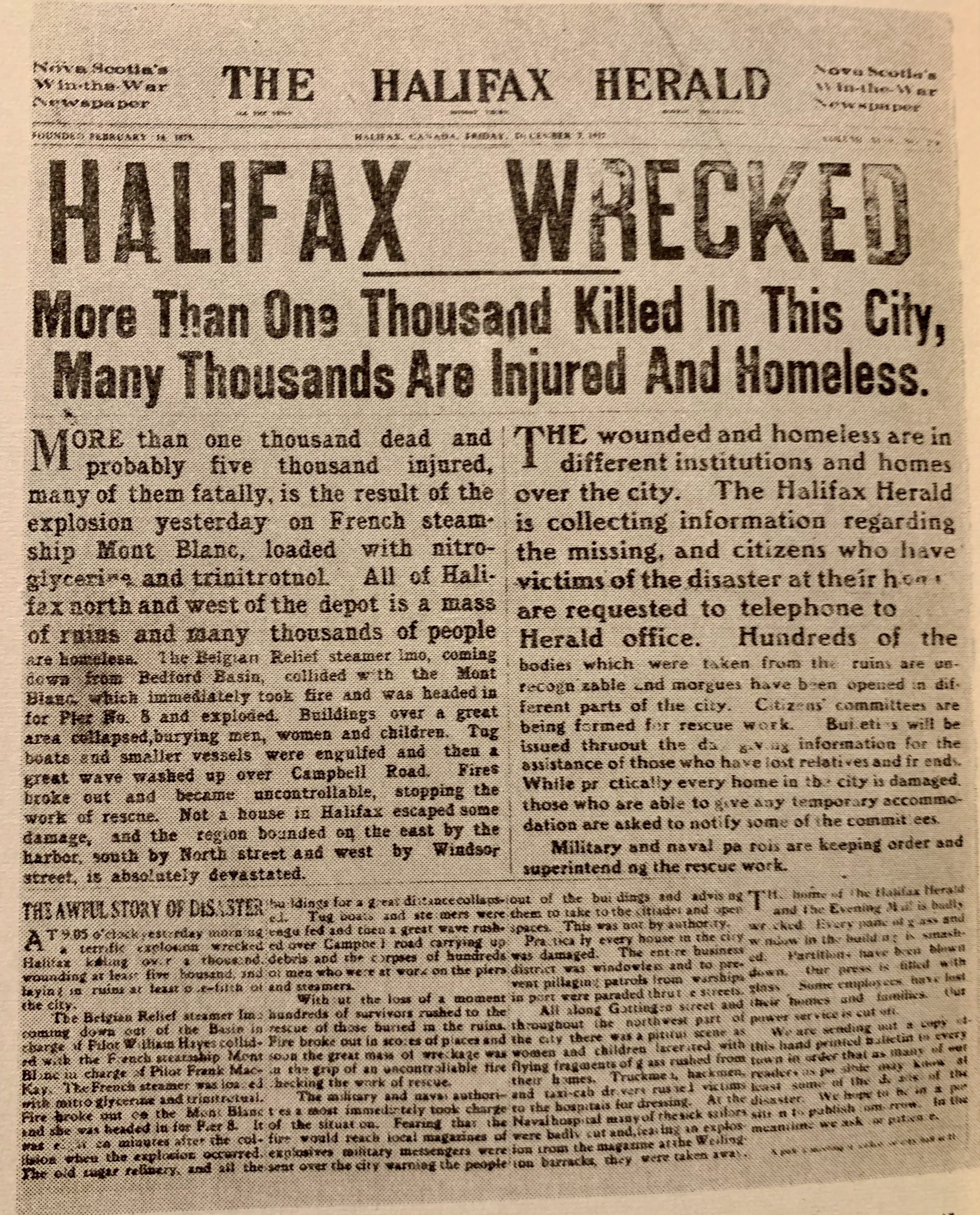
Periódico informando del desastre.
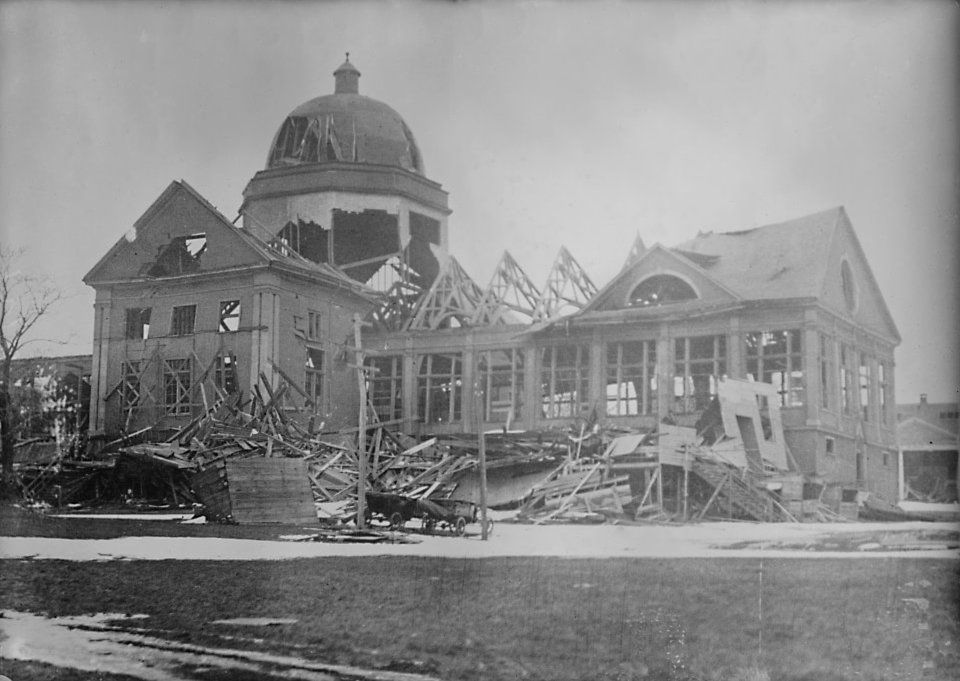
Edificio destruido por la explosión.
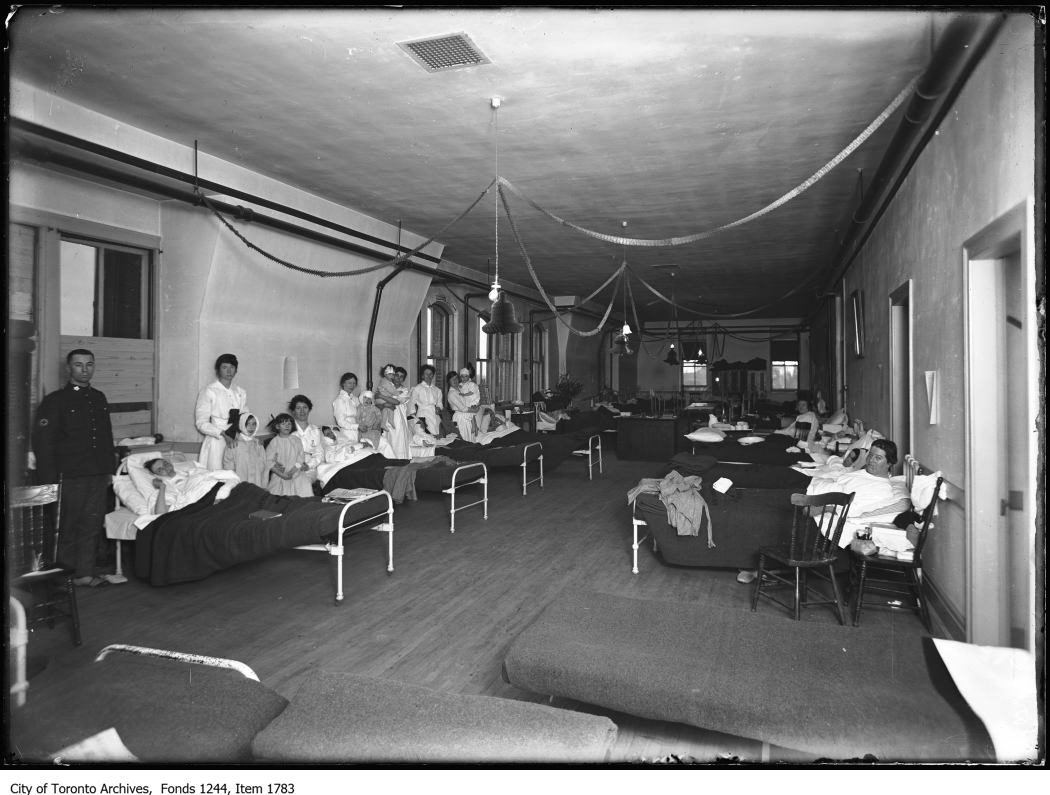
Heridos
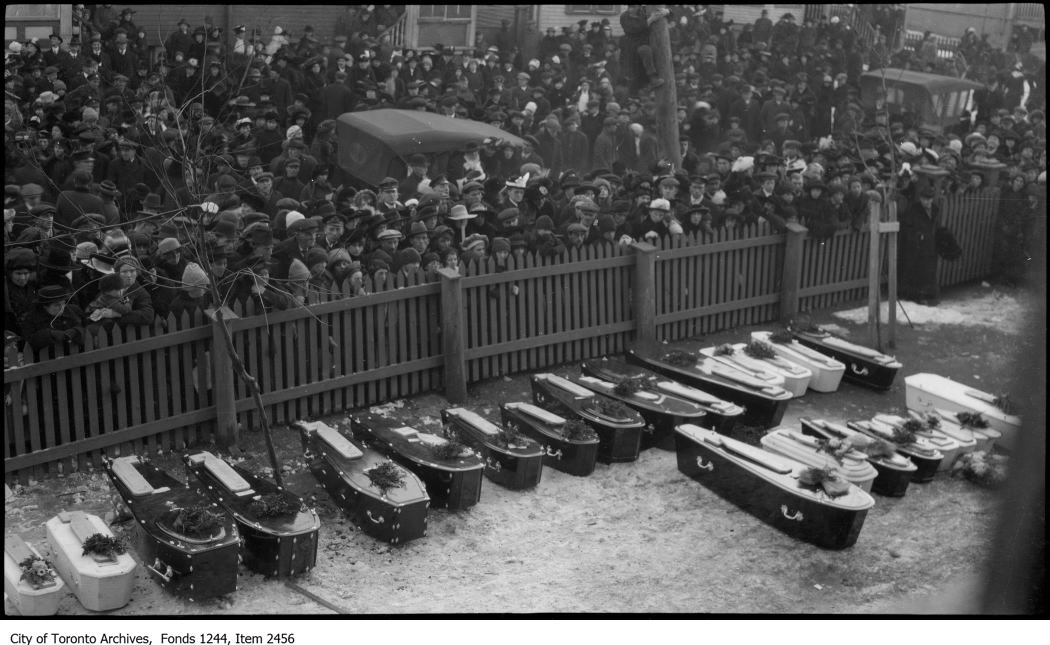
Funeral
- Vídeo de daños producidos por el accidente.

## Bigliografía
- Armstrong, John Griffith (2002). The Halifax Explosion and the Royal Canadian Navy. UBC Press. ISBN 978-0-7748-0891-0.
- Bird, Michael J. (1995). The Town That Died (Reprint edición). Nimbus Publishing. ISBN 978-0-7700-6015-2.
- Flemming, David (2004). Explosion in Halifax Harbour. Formac. ISBN 978-0-88780-632-2.
- Gilmour, Don (2001). Canada: A People's History 2. McClelland & Stewart Ltd. ISBN 978-0-7710-3340-7.
- Glasner, Joyce (2011). The Halifax Explosion: Heroes and Survivors. James Lorimer & Company. ISBN 978-1-55277-943-9.
- Johnston, William; Rawling, William; Gimblett, Richard (2011). The Seabound Coast. Dundurn Press. ISBN 978-1-55488-907-5.
- Kitz, Janet (1989). Shattered City: The Halifax Explosion and the Road to Recovery. Nimbus Publishing. ISBN 978-0-921054-30-6.
- Kitz, Janet; Payzant, Joan (2006). December 1917: Revisiting the Halifax Explosion. Nimbus Publishing. ISBN 978-1-55109-566-0.
- Knauer, Kelly (2012). Time: Disasters that Shook the World. Time Home Entertainment. ISBN 978-1-60320-247-3.
- Mac Donald, Laura (2005). Curse of the Narrows: The Halifax Explosion of 1917. HarperCollins. ISBN 978-0-00-200787-0.
- Krehl, Peter (2007). History of shock waves, explosions and impact a chronological and biographical reference. Springer. ISBN 978-3-540-30421-0.
- Larzelere, Alex (2003). The Coast Guard in World War I: an Untold Story. Naval Institute Press. ISBN 978-1-55750-476-0.
- MacMechan, Archibald; Metson, Graham (1978). The Halifax Explosion: December 6, 1917. McGraw-Hill Ryerson. ISBN 978-0-07-082798-1.
- Remes, Jacob A.C. (2016). Disaster Citizenship: Survivors, Solidarity, and Power in the Progressive Era. University of Illinois Press. ISBN 978-0-252-08137-8.
- Ruffman, Alan; Howell, Colin D., eds. (1994). Ground Zero: A Reassessment of the 1917 Explosion in Halifax Harbour. Nimbus Publishing. ISBN 978-1-55109-095-5.
- Sutherland, David A., ed. (2017). "We Harbor No Evil Design": Rehabilitation Efforts after the Halifax Explosion of 1917. The Publications of the Champlain Society. ISBN 978-1-4875-0322-2. doi:10.3138/9781487517489.
- Veinot, Julie Ann (2007). Courting Disaster: The Enforcement of Heteronormativity in Halifax Explosion Romances, 1918–2003. Acadia University. ISBN 978-0-494-31225-4.
- Williams, David (2009). Media, Memory, and the First World War. McGill-Queen's University Press. ISBN 978-0-7735-7652-0.
- Zemel, Joel (2016). Scapegoat, the extraordinary legal proceedings following the 1917 Halifax Explosion. New World Publishing. ISBN 978-1-895814-62-0.